# Malankowo
Malankowo – wieś w Polsce położona w województwie kujawsko-pomorskim, w powiecie chełmińskim, w gminie Lisewo.

## Podział administracyjny
W latach 1939–1945 położona była w okręgu Rzeszy Gdańsk-Prusy Zachodnie, w rejencji bydgoskiej (Regierungsbezirk Bromberg), w powiecie Chełmno (Kreis Kulm).
W latach 1975–1998 miejscowość administracyjnie należała do województwa toruńskiego.

## Historia
Od listopada 1906 r. do 27 grudnia 1906 r. w miejscowej szkole elementarnej odbył się strajk dzieci przeciwko nauczaniu religii w języku niemieckim. Z uczestników strajku znane są nazwiska następujących dzieci: Kotlewski, M. Rygielski, Rujner, J., J. Skrzynieccy, Spręglewski, A., F., J., J. Wojnowscy. Strajk był elementem znacznie większej akcji biernego oporu wobec pruskich władz szkolnych, która na przełomie 1906 i 1907 r. objęła ponad 460 (!) szkół w prowincji Prusy Zachodnie, czyli przedrozbiorowe Pomorze Gdańskie, Powiśle, ziemię chełmińską i ziemię lubawską oraz część Krajny. Inspiracją dla strajków pomorskich były wcześniejsze działania dzieci w prowincji wielkopolskiej, ze słynnym strajkiem we Wrześni (1901) na czele.
W latach 1939 - 1942 dotychczasową nazwą wsi (i znajdującego się tam majątku) było Malankowo, lecz po przeprowadzonej zamianie nazw miejscowości w Okręgu Rzeszy Gdańsk-Prusy Zachodnie, w latach 1942 - 1945 nazywała się Malinkau.

## Demografia
Według Narodowego Spisu Powszechnego (III 2011 r.) wieś liczyła 257 mieszkańców. Jest ósmą co do wielkości miejscowością gminy Lisewo.